# Leichtathletik-Weltmeisterschaften 2022/Weitsprung der Frauen

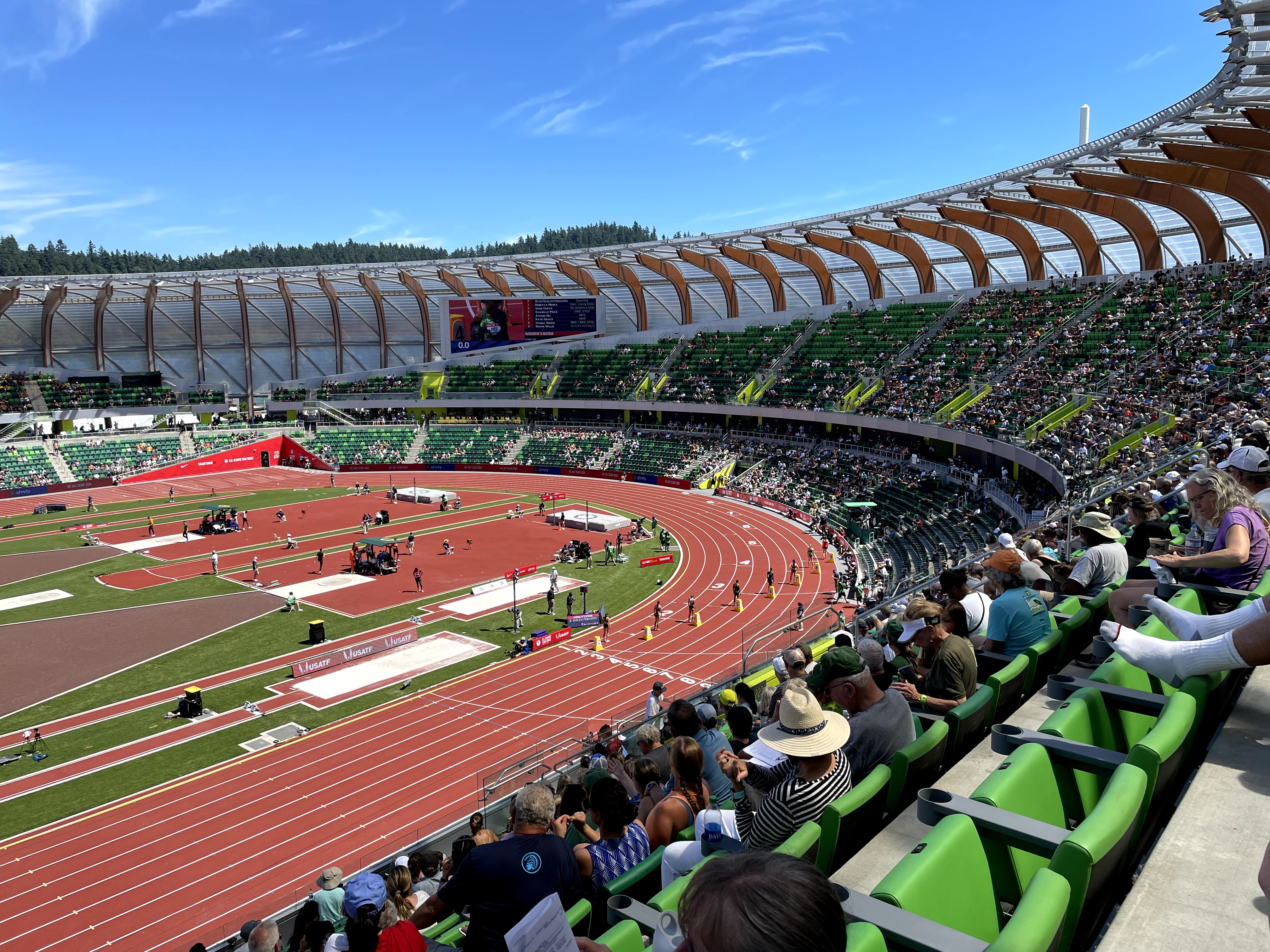
Das Stadion New Hayward Field im Jahr 2021

Der Weitsprung der Frauen bei den Leichtathletik-Weltmeisterschaften 2022 wurde am 23. und 24. Juli 2022 im Hayward Field der Stadt Eugene in den Vereinigten Staaten ausgetragen.
Weltmeisterin wurde die aktuelle Olympiasiegerin und amtierende Weltmeisterin Malaika Mihambo aus Deutschland. Sie gewann vor der Nigerianerin Ese Brume, die bei den Olympischen Spielen 2021 und den Weltmeisterschaften 2019 jeweils Bronze gewonnen hatte. Hier in Eugene ging die Bronzemedaille an die Brasilianerin Letícia Melo.

## Bestehende Rekorde
| Weltrekord               | Galina Tschistjakowa | 7,52 m | Leningrad, damals Sowjetunion (heute Russland) | 11. Juni 1988     |
| Weltmeisterschaftsrekord | Jackie Joyner-Kersee | 7,36 m | WM Rom, Italien                                | 4. September 1987 |

Der bereits seit 1987 bestehende WM-Rekord blieb auch bei diesen Weltmeisterschaften unerreicht. Die größte Weite erzielte die deutsche Weltmeisterin Malaika Mihambo mit 7,12 m im Finale bei einem Rückenwind von 1,0 m/s. Damit verfehlte sie den Rekord um 24 Zentimeter. Zum fehlten ihr vierzig Zentimeter.

## Windbedingungen
In den folgenden Ergebnisübersichten sind die Windbedingungen zu den einzelnen Sprüngen benannt. Der erlaubte Grenzwert liegt bei zwei Metern pro Sekunde. Bei stärkerer Windunterstützung wird die Weite für den Wettkampf gewertet, findet jedoch keinen Eingang in Rekord- und Bestenlisten. Bei den Weltmeisterschaften hier in Eugene gab es fünf Sprünge mit einer Rückenwindunterstützung über dem Grenzwert. In vier Fällen erzielten die betreffenden Athletinnen mit regulären Versuchen größere Weiten. In einem Fall ging der zu starke windunterstützte Sprung als bester Versuch in die Wertung ein – die Schwedin Khaddi Sagnia belegte mit ihren 6,87 m bei einem Rückenwind von 2,7 m/s im Finale den sechsten Rang.

## Legende
Kurze Übersicht zur Bedeutung der Symbolik – so üblicherweise auch in sonstigen Veröffentlichungen verwendet:
| – | verzichtet                                                   |
| x | ungültig                                                     |
| w | Rückenwindunterstützung über dem erlaubten Limit von 2,0 m/s |

## Qualifikation
23. Juli 2022, 12:00 Uhr Ortszeit (21:00 Uhr MESZ)
28 Teilnehmerinnen traten in zwei Gruppen zur Qualifikationsrunde an. Sechs von ihnen (hellblau unterlegt) übertrafen die Qualifikationsweite für den direkten Finaleinzug von 6,75 m. Damit war die Mindestzahl von zwölf Finalteilnehmerinnen nicht erreicht. Das Finalfeld wurde mit den sechs nächstplatzierten Sportlerinnen (hellgrün unterlegt) auf zwölf Springerinnen aufgefüllt. So reichten für die Finalteilnahme schließlich 6,64 m.

### Gruppe A

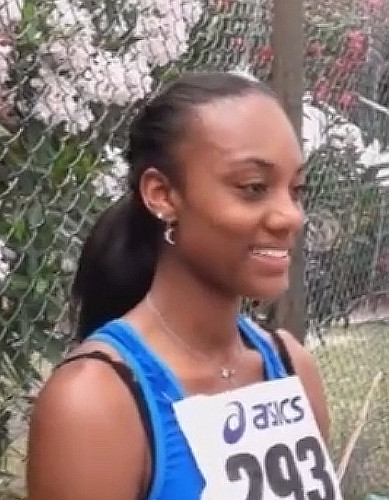
Larissa Iapichino – ausgeschieden mit 6,60 m
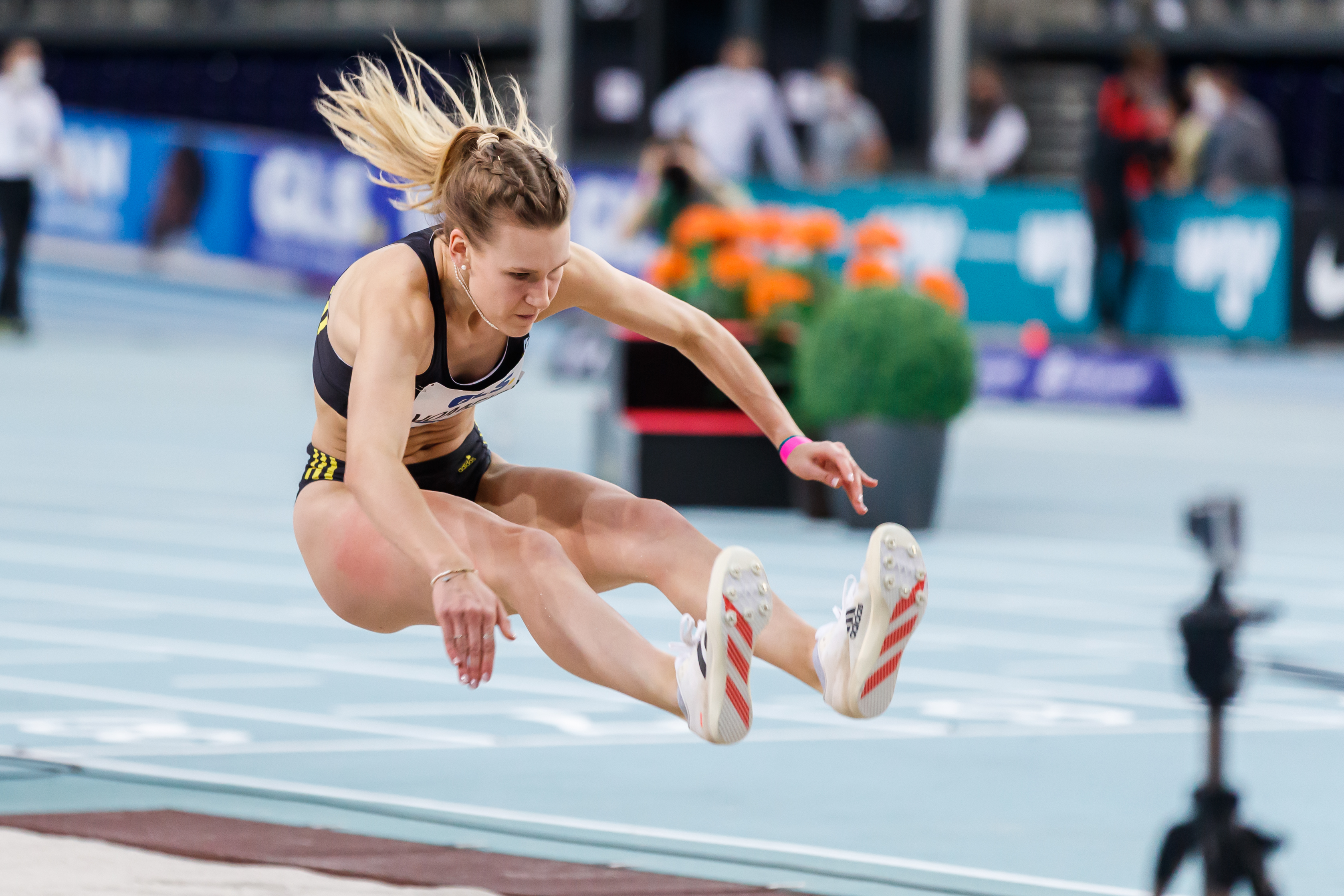
Merle Homeier – ausgeschieden mit 6,09 m

| Platz | Name              | Nation         | Resultat (m) | 1. Versuch (m) Wind (m/s) | 2. Versuch (m) Wind (m/s) | 3. Versuch (m) Wind (m/s) |
| 1     | Quanesha Burks    | USA            | 6,86         | 6,57 / +0,8               | 6,66 / +1,1               | 6,86 / +1,9               |
| 2     | Ese Brume         | Nigeria        | 6,82         | 6,49 / −0,3               | x                         | 6,82 / +1,8               |
| 3     | Khaddi Sagnia     | Schweden       | 6,78         | 6,78 / +1,4               | –                         | –                         |
| 4     | Brooke Buschkuehl | Australien     | 6,76         | 6,76 / +0,5               | –                         | –                         |
| 5     | Lorraine Ugen     | Großbritannien | 6,68         | 6,32 / +1,6               | 6,68 / +1,7               | –                         |
| 6     | Jasmine Moore     | USA            | 6,60         | 6,60 / +1,5               | 6,44 / −0,7               | 6,36 / +0,2               |
| 7     | Larissa Iapichino | Italien        | 6,60         | x                         | x                         | 6,60 / −0,4               |
| 8     | Evelise Veiga     | Portugal       | 6,54         | 6,54 / +0,3               | 6,41 / +1,8               | x                         |
| 9     | Fátima Diame      | Spanien        | 6,54         | 6,54 / +1,5               | x                         | x                         |
| 10    | Eliane Martins    | Brasilien      | 6,33         | 6,06 / +0,4               | x                         | 6,33 / +0,7               |
| 11    | Chanice Porter    | Jamaika        | 6,29         | x                         | 6,29 / −0,4               | x                         |
| 12    | Merle Homeier     | Deutschland    | 6,09         | 6,09 / −1,4               | x                         | x                         |
| 13    | Claire Azzopardi  | Malta          | 5,79         | 5,74 / +0,2               | 5,79 / +0,9               | 5,68 / −0,1               |
| NM    | Milica Gardašević | Serbien        | ogV          | x                         | x                         | x                         |

### Gruppe B

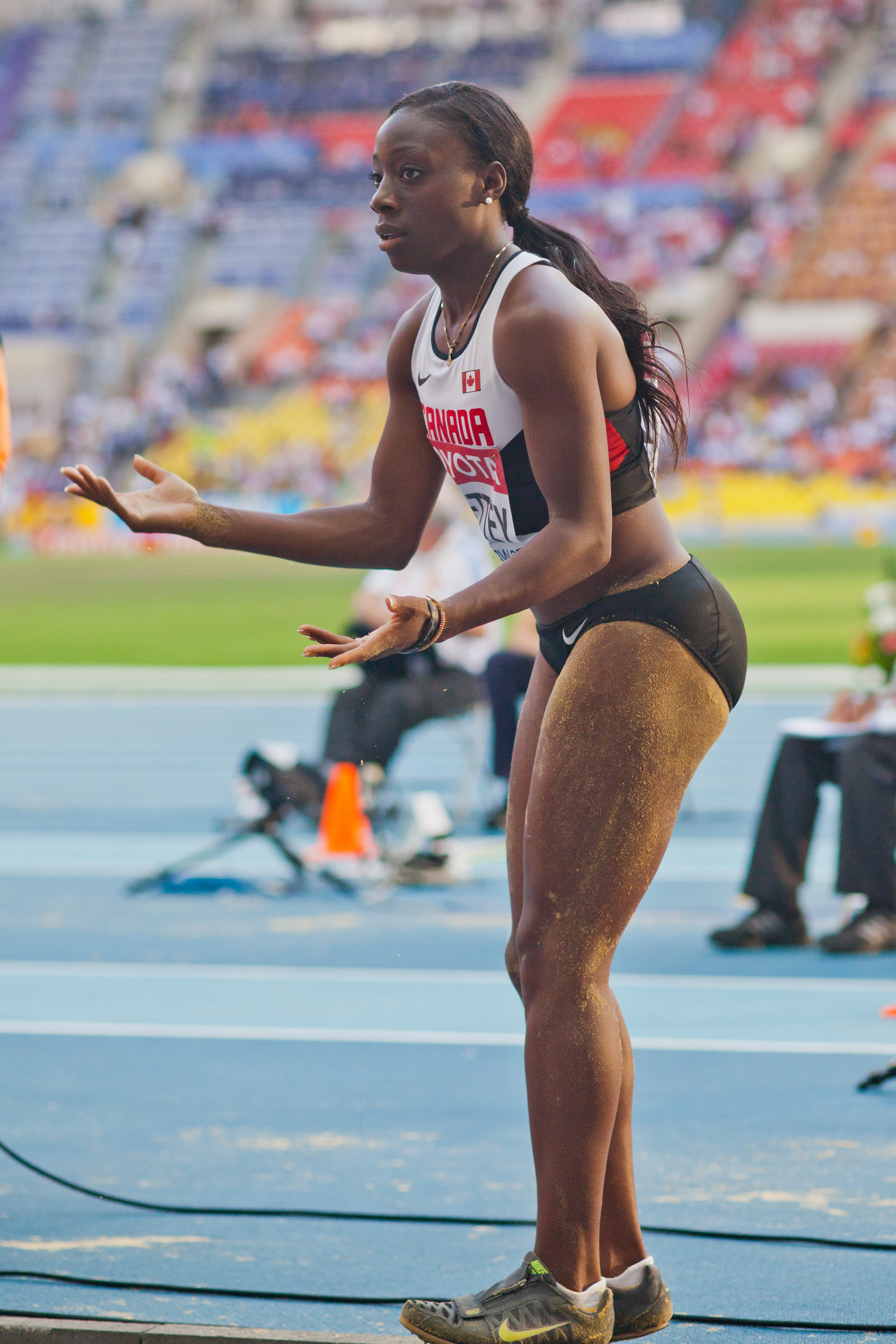
Christabel Nettey – ausgeschieden mit 6,50 m

| Platz | Name                    | Nation              | Resultat (m) | 1. Versuch (m) Wind (m/s) | 2. Versuch (m) Wind (m/s) | 3. Versuch (m) Wind (m/s) |
| 1     | Malaika Mihambo         | Deutschland         | 6,84         | 6,84 / +0,7               | –                         | –                         |
| 2     | Maryna Bech-Romantschuk | Ukraine             | 6,81         | 6,81 / +1,4               | –                         | –                         |
| 3     | Tiffany Flynn           | USA                 | 6,73         | 6,73 / +1,6               | 6,47 / ±0,0               | x                         |
| 4     | Ruth Usoro              | Nigeria             | 6,69         | x                         | 6,25 / +1,9               | 6,69 / +4,7               |
| 5     | Jazmin Sawyers          | Großbritannien      | 6,68         | x                         | 6,48 / +2,2               | 6,68 / +0,2               |
| 6     | Ivana Vuleta            | Serbien             | 6,65         | x                         | x                         | 6,65 / +1,5               |
| 7     | Letícia Melo            | Brasilien           | 6,64         | x                         | x                         | 6,64 / +1,5               |
| 8     | Christabel Nettey       | Kanada              | 6,50         | 6,47 / +2,0               | 6,45 / +1,4               | 6,50 / +1,8               |
| 9     | Deborah Acquah          | Ghana               | 6,46         | x                         | x                         | 6,46 / +0,8               |
| 10    | Sumire Hata             | Japan               | 6,39         | x                         | 6,39 / +0,4               | 6,38 / +1,6               |
| 11    | Samantha Dale           | Australien          | 6,04         | x                         | 6,04 / −0,9               | x                         |
| NM    | Filippa Fotopoulou      | Zypern              | ogV          | x                         | x                         | x                         |
| DNS   | Marthe Koala            | Burkina Faso        |              |                           |                           |                           |
| DOP   | Tyra Gittens            | Trinidad und Tobago | 6,44         | 6,22 / +1,2               | 6,44 / +1,1               | x                         |

## Finale
24. Juli 2022, 17:50 Uhr Ortszeit (19. Juli 2022, 2:50 Uhr MESZ)
| Platz | Name                    | Nation         | Resultat (m) | 1. Versuch (m) Wind (m/s) | 2. Versuch (m) Wind (m/s) | 3. Versuch (m) Wind (m/s) | 4. Versuch (m) Wind (m/s)                     | 5. Versuch (m) Wind (m/s)                     | 6. Versuch (m) Wind (m/s)                     |
| 1     | Malaika Mihambo         | Deutschland    | 7,1200       | x                         | x                         | 6,98 / +1,2               | 7,09 / +0,4                                   | x                                             | 7,12 / +1,0                                   |
| 2     | Ese Brume               | Nigeria        | 7,0200       | 6,61 / +0,2               | 6,88 / +1,1               | 7,02 / +1,1               | 6,86 / +2,1                                   | x                                             | 6,91 / +0,3                                   |
| 3     | Letícia Melo            | Brasilien      | 6,8900       | 6,89 / +1,1               | x                         | x                         | x                                             | x                                             | x                                             |
| 4     | Quanesha Burks          | USA            | 6,8800       | 6,46 / +1,8               | 6,88 / −0,2               | 6,50 / +0,5               | 6,46 / +2,1                                   | 6,48 / +0,8                                   | 6,45 / +0,6                                   |
| 5     | Brooke Buschkuehl       | Australien     | 6,8700       | 6,57 / ±0,0               | 6,87 / +0,8               | x                         | x                                             | 6,77 / +1,6                                   | x                                             |
| 6     | Khaddi Sagnia           | Schweden       | 6,87 w       | x                         | 6,69 / +2,0               | 4,56 / +0,4               | 6,66 / +0,7                                   | 6,87 / +2,7                                   | x                                             |
| 7     | Ivana Vuleta            | Serbien        | 6,8400       | x                         | 6,67 / +1,4               | x                         | 6,84 / +2,1                                   | 6,84 / +0,6                                   | 6,75 / +0,4                                   |
| 8     | Maryna Bech-Romantschuk | Ukraine        | 6,8200       | 6,79 / +1,2               | x                         | x                         | x                                             | x                                             | 6,82 / +0,4                                   |
| 9     | Jazmin Sawyers          | Großbritannien | 6,6200       | 6,62 / +0,4               | 6,50 / +0,8               | 6,56 / +0,8               | nicht im Finale der besten acht Springerinnen | nicht im Finale der besten acht Springerinnen | nicht im Finale der besten acht Springerinnen |
| 10    | Lorraine Ugen           | Großbritannien | 6,5300       | x                         | 6,53 / −0,5               | x                         | nicht im Finale der besten acht Springerinnen | nicht im Finale der besten acht Springerinnen | nicht im Finale der besten acht Springerinnen |
| 11    | Ruth Usoro              | Nigeria        | 6,5200       | 6,50 / +0,5               | 6,52 / +0,8               | 6,31 / +1,1               | nicht im Finale der besten acht Springerinnen | nicht im Finale der besten acht Springerinnen | nicht im Finale der besten acht Springerinnen |
| 12    | Tiffany Flynn           | USA            | 6,4800       | 6,48 / +0,4               | x                         | x                         | nicht im Finale der besten acht Springerinnen | nicht im Finale der besten acht Springerinnen | nicht im Finale der besten acht Springerinnen |

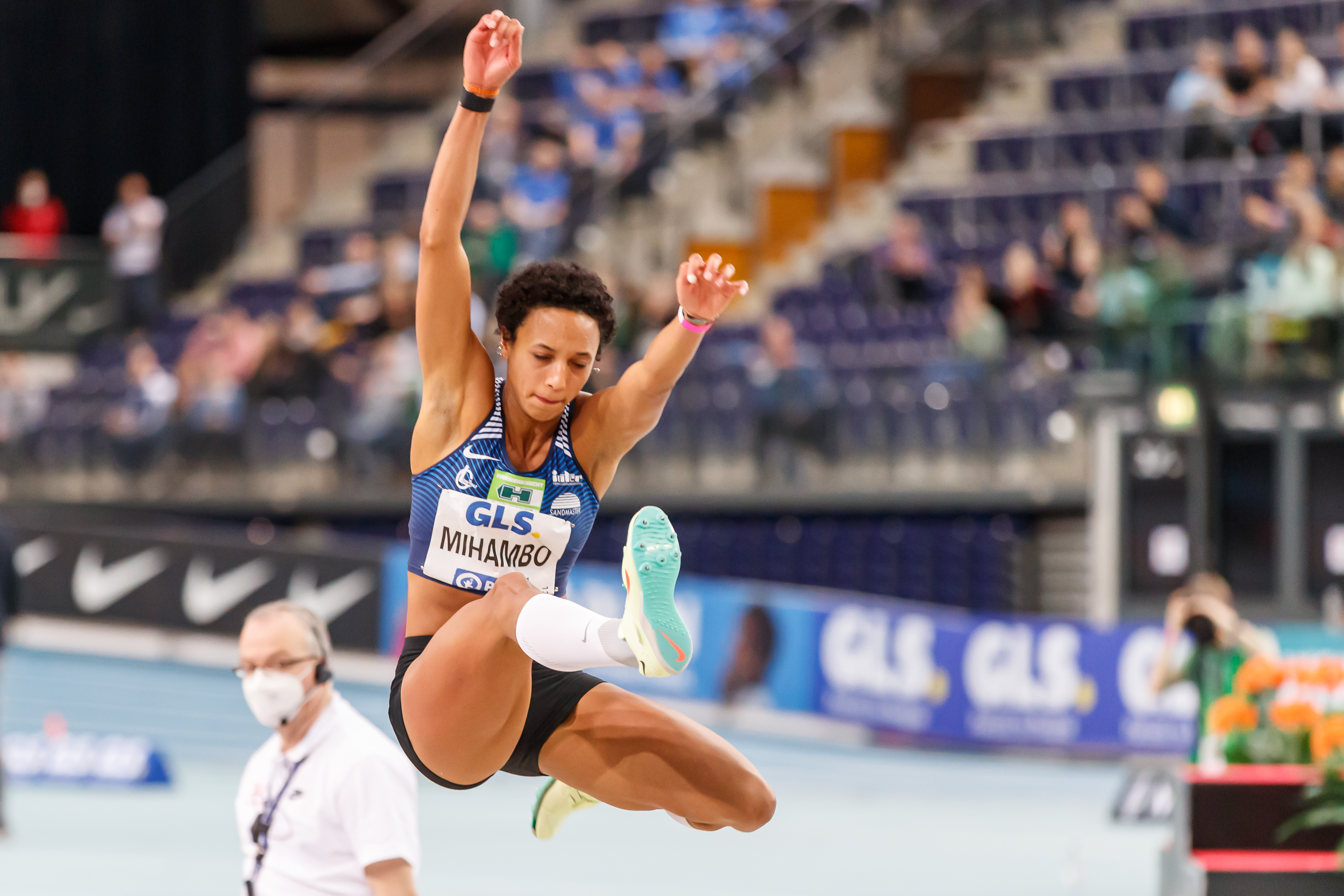
Die aktuelle Olympiasiegerin Malaika Mihambo verteidigte ihren WM-Titel erfolgreich

In den ersten beiden Durchgängen fehlten noch die ganz großen Weiten. An der Spitze ging es äußerst eng zu. Die Brasilianerin Leticia Melo führte mit 6,89 m, die Nigerianerin Ese Brume und die US-Amerikanerin Quanesha Burks folgten mit jeweils 6,88 m vor der Australierin Brooke Buschkuehl (6,87 m). Die deutsche Olympiasiegerin des letzten Jahres und Titelverteidigerin Malaika Mihambo hatte dagegen zwei ungültige Versuche produziert. Sie musste im dritten Durchgang eine gute Weite erzielen, um zumindest noch im Wettbewerb der besten Acht zu verbleiben. Zunächst übernahm Brume mit ihrem dritten Sprung auf 7,02 m die Führung, anschließend setzte sich Mihambo mit 6,98 m auf den zweiten Platz, die Konkurrenz gewann nun erheblich an Qualität.
In Runde vier steigerte sich Mihambo auf 7,09 m und zog damit vorbei an Brume auf die Führungsposition. Die Schwedin Khaddi Sagnia verbesserte sich in Durchgang fünf auf 6,87 m, womit sie Sechste war. Die Serbin Ivana Vuleta, frühere Ivana Španović erzielte in dieser Versuchsreihe 6,84 m und lag damit auf Rang sieben.
Im letzten Durchgang änderte sich die Reihenfolge nicht mehr. Malaika Mihambo verbesserte sich weiter auf 7,12 m und verteidigte damit ihren Titel als Weltmeisterin erfolgreich. Ese Brume gewann mit sehr guten 7,02 m die Silbermedaille. Bronze ging an Leticia Melo (6,89 m). Um nur einen Zentimeter verpasste Quanesha Burks als Vierte eine Medaille. Äußerst gering waren auch die Abstände dahinter. Brooke Buschkuehl wurde Fünfte mit 6,87 m, Khaddi Sagnia belegte Rang sechs mit ebenfalls 6,87 m.

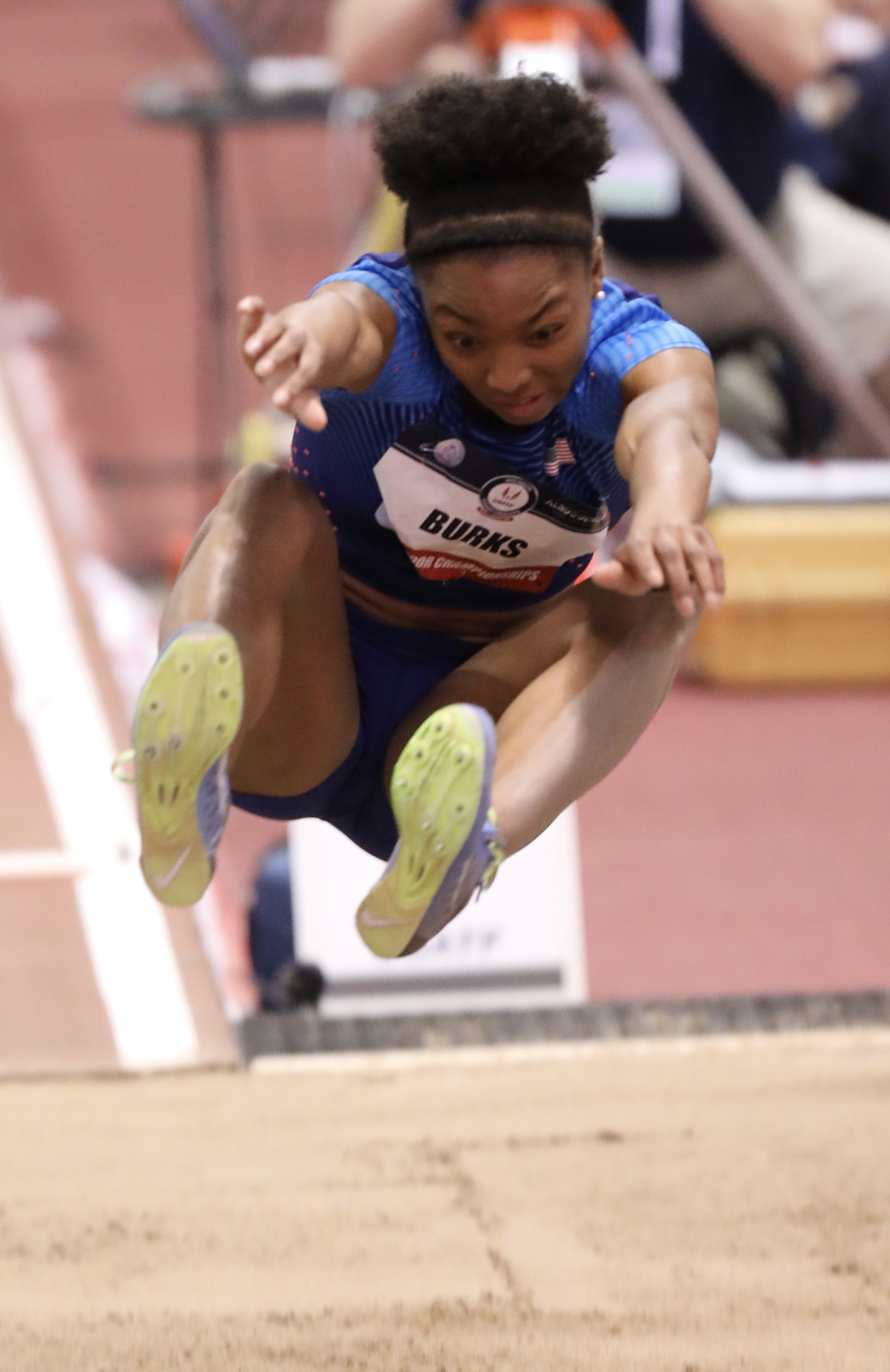
Die viertplatzierte Quanesha Burks
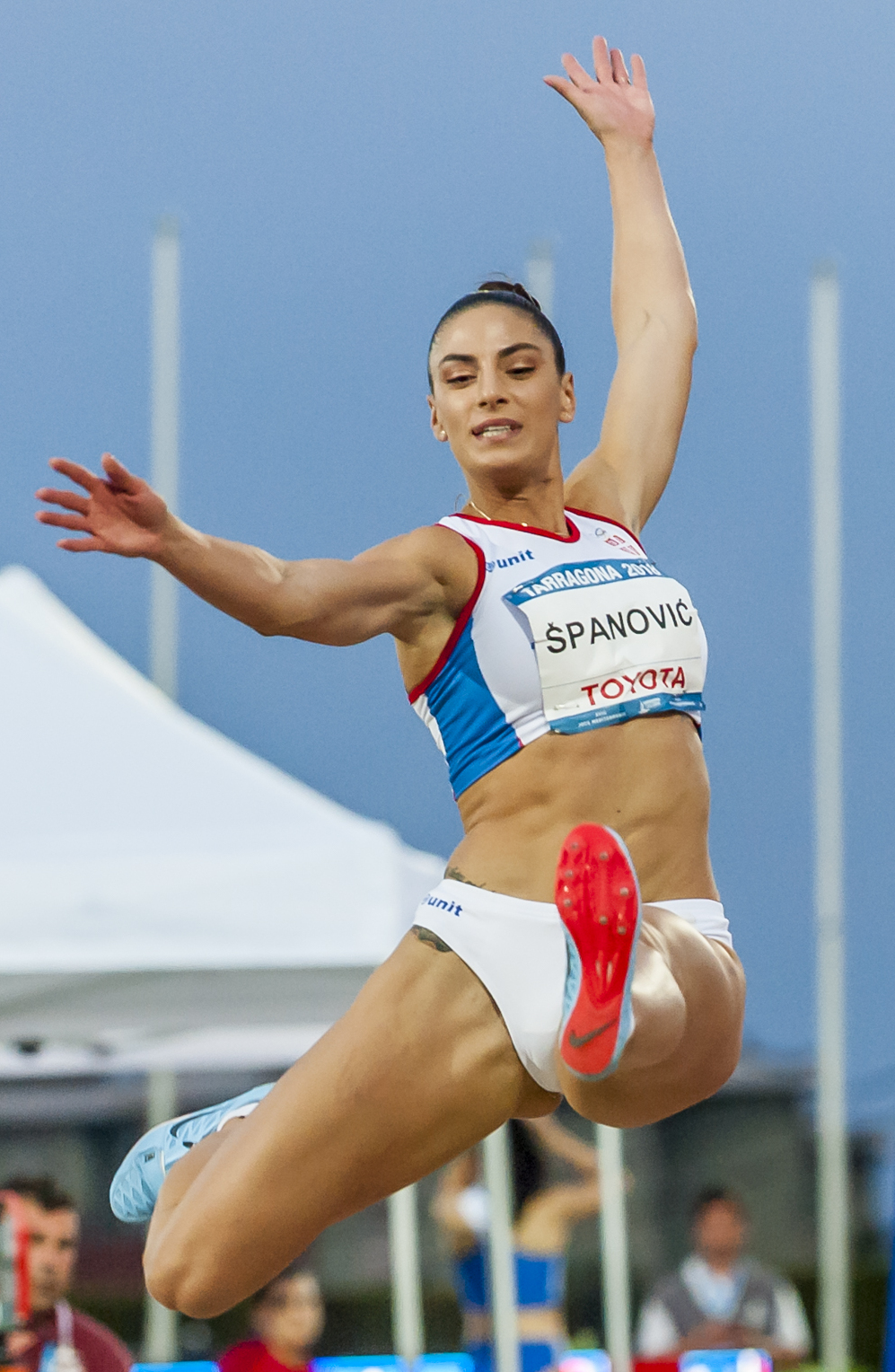
Ivana Vuleta – als Ivana Španović zweifache WM-Dritte (2013/2015) und Olympiadritte von 2016 – belegte Rang sieben
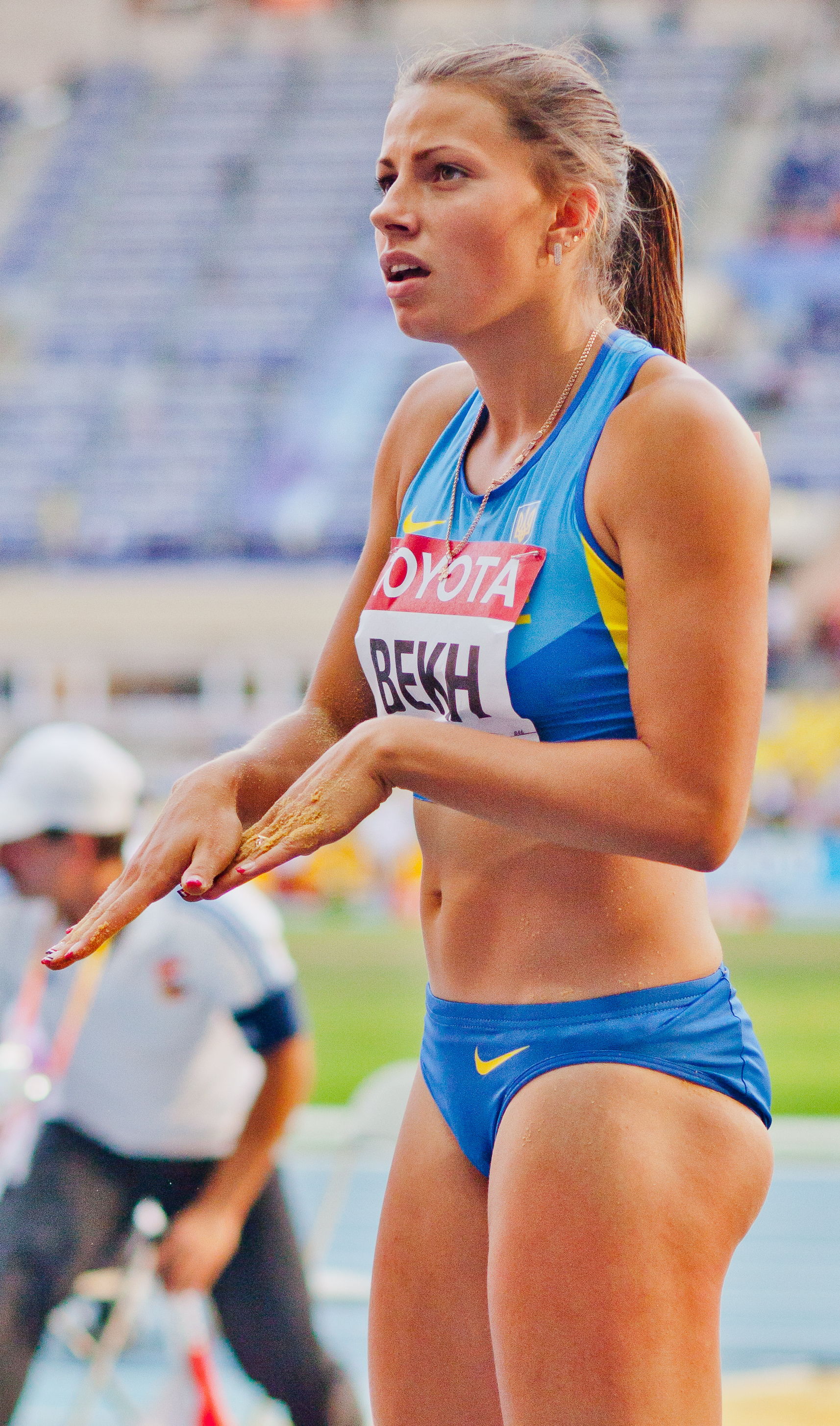
Maryna Bech-Romantschuk kam auf den achten Platz
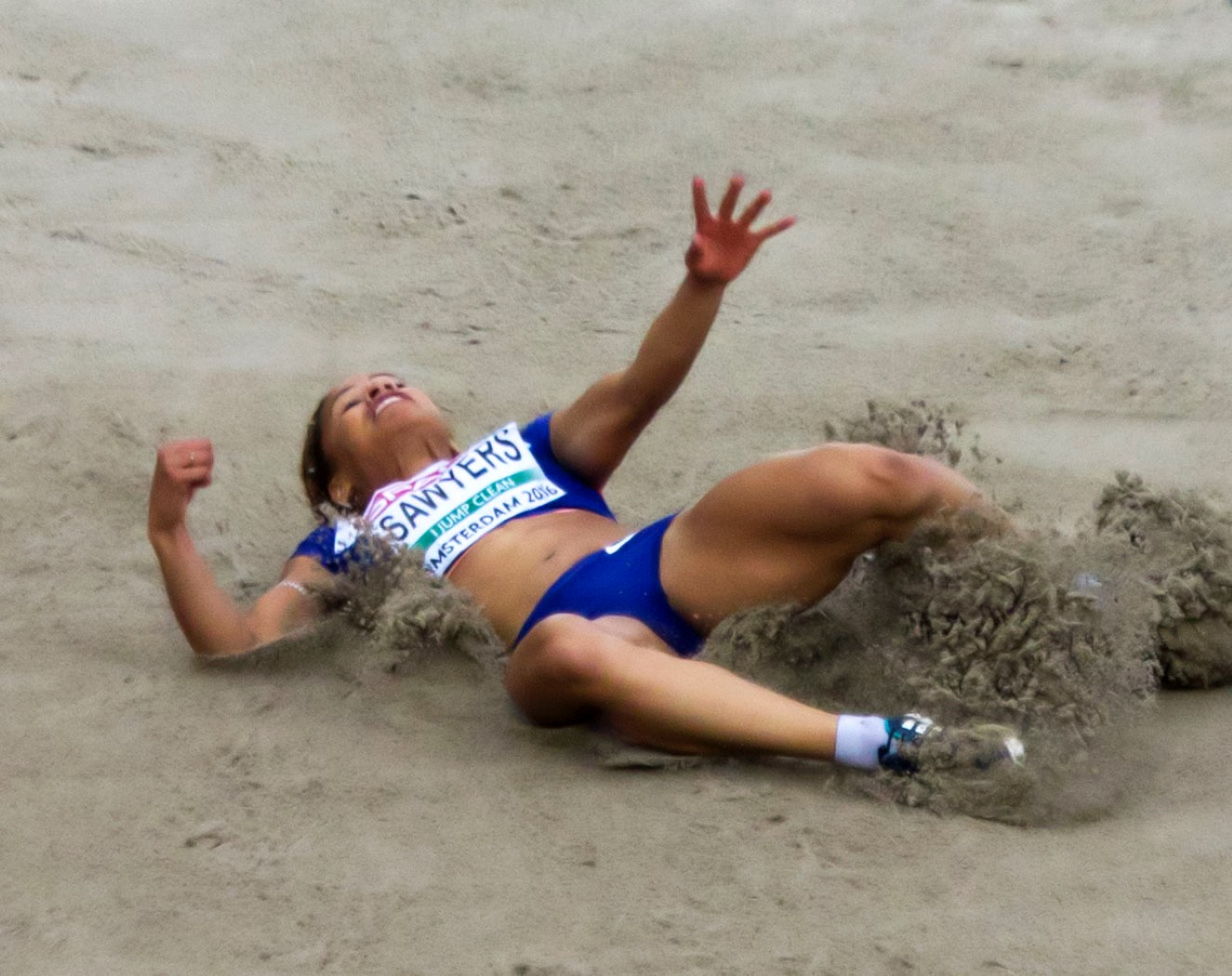
Rang neun für Jazmin Sawyers
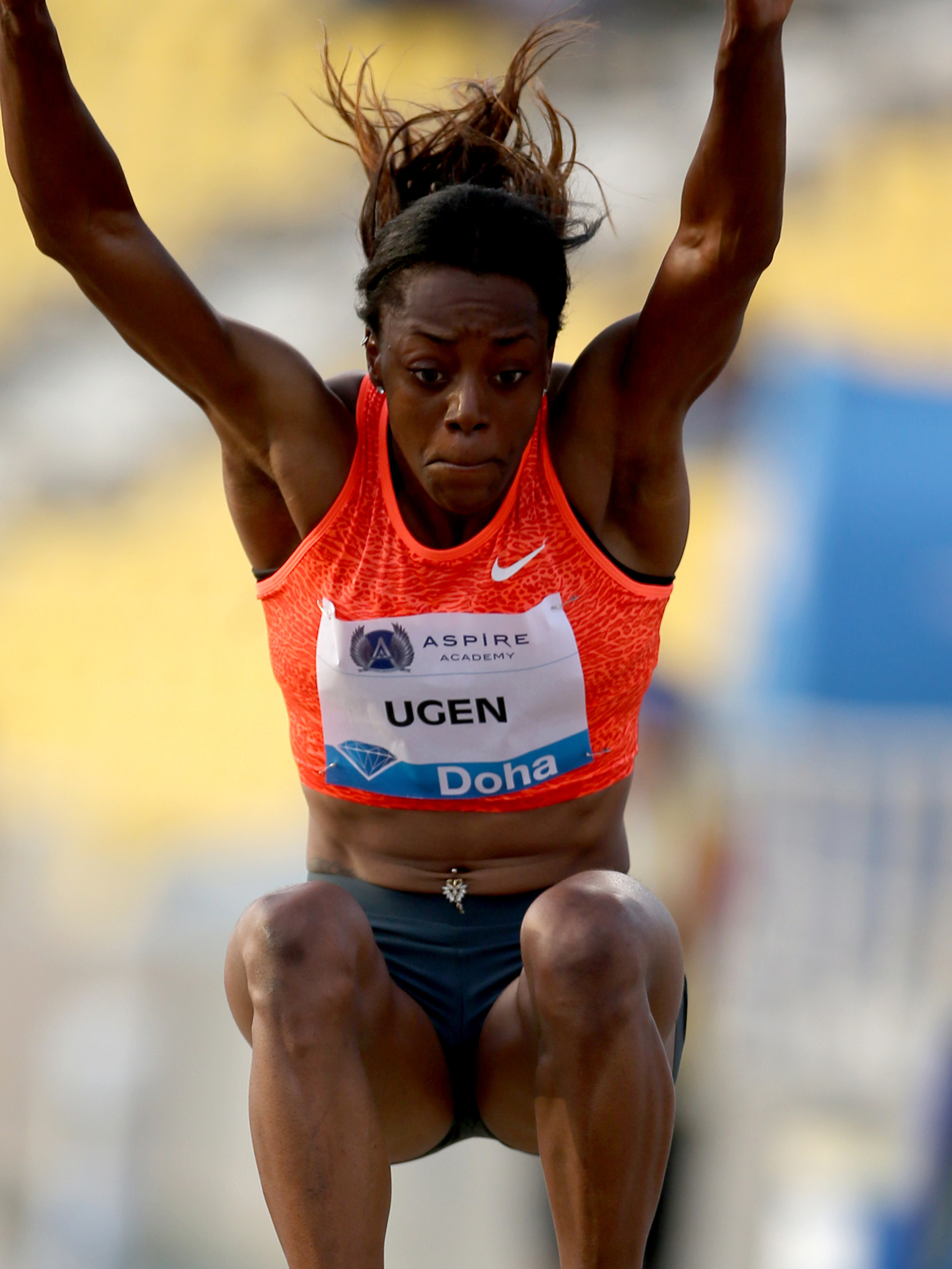
Lorraine Ugen erreichte Platz zehn

## Video
- Mihambo secures second world title, youtube.com, abgerufen am 25. August 2022